# بخش لز-آندلی
بخش لز-آندلی (به فرانسوی: Arrondissement des Andelys) یک بخش در فرانسه است که در شهرستان اور واقع شده‌است.